# Mallorca Cowboys
Die Mallorca Cowboys (kurz: Cowboys) sind ein deutsches Partyschlagerduo. Ihr größter Erfolg war das zusammen mit Markus Becker produzierte Lied Das rote Pferd (Platz 4 der deutschen Single-Charts, Coverversion von Milord).

## Karriere
Die Mallorca Cowboys, bestehend aus Sebastian Rolko und Marc Horstmannshoff aus Mülheim an der Ruhr, lernten sich Anfang 2000 kennen und gründeten die Band zunächst, um sich das Studium zu finanzieren. Sie begannen mit kleineren Partys im Großraum Ruhrgebiet. Der Radius erweiterte sich schnell, auch weil sie im Jahr 2000 den „Lasso-Tanz“ zu Olaf Hennings Cowboy und Indianer entwickelten, der ihnen Aufmerksamkeit in der Presse einbrachte.
Im April 2006 hatten die Mallorca Cowboys die Idee, das Kinderlied vom „roten Pferd“ partytauglich neu aufzunehmen. Das Original war das Chanson Milord, 1959 von Georges Moustaki und Marguerite Monnot komponiert und 1960 in der Interpretation von Édith Piaf bekannt geworden. Zusammen mit Freunden und Familie spielten Rolko und Horstmannshoff als Mallorca Cowboys & Friends. Durch die Erfolge im Après-Ski und Karneval wurde der in der Ballermann-Szene bekannte Markus Becker auf die Cowboys aufmerksam. Er schlug eine gemeinsame Neuaufnahme des Titels vor, um ihn auch auf Mallorca und am Goldstrand in Bulgarien bekannt zu machen. Am 27. Juli 2007 wurde die CD dann bei EMI zum zweiten Mal veröffentlicht. Im März 2008 traten die Mallorca Cowboys bei der Musikshow The Dome auf. Im Juni 2009 wurden die Mallorca Cowboys auf den neuen Hit Arsch im Sand von den Lollies aufmerksam. Sie kontaktierten die Band und entwickelten den Party-Tanz zu diesem Lied.

## Diskografie
- 2006 – Das rote Pferd (Mallorca Cowboys & Friends)
- 2007 – Das rote Pferd (Markus Becker feat. Mallorca Cowboys)
- 2008 – Ra ta ta (Mallorca Cowboys feat. Marco Mzee)
- 2009 – Partygeile Jungs
- 2010 – Ich hab´ die Schnauze voll
- 2010 – Weltmeister Jungs (Interaktives WM-Lied)
- 2010 – Überdosis Glück
- 2011 – Feiern!
- 2011 – Duisburger Jungs (Fan-Lied für den MSV Duisburg)
- 2011 – Lasst uns Freunde sein
- 2012 – Überdosis Glück (Op Kölsch) (Mallorca Cowboys feat. Generation Spass)
- 2012 – Hände hoch, das Spiel geht weiter
- 2012 – Hände hoch, das Spiel geht weiter (Après-Ski-Version)
- 2012 – Weit weit weg
- 2013 – Mein kleines Pony (Mallorca Cowboys feat. Ikke Hüftgold)
- 2013 – Partygeile Jungs – das Album!
- 2013 – Hinter den Bergen (Mallorca Cowboys & Krümel)
- 2014 – Waschbärbauch
- 2014 – Ich will
- 2014 – Freunde fürs Leben (Unter dem Pseudonym Herzfrequenzen)
- 2014 – Eskalation
- 2015 – Eskalation – Mallorca Version
- 2016 – Das rote Pferd 2.0
- 2016 – Wir feiern weiter - das zweite Album!
- 2017 – Wir trinken gern (Wir versaufen unser Taschengeld) (mit Axel Fischer und Deejay Matze)
- 2017 – Eskalation 2.0
- 2017 – Weihnachtszeit (feat. NEON)
- 2018 – Liebeslied (Der liebe Gott...)
- 2018 – ZACK!! STIMMUNG!!
- 2019 – Cinderella (Du Luder)
- 2019 – Cinderella (Du Luder) (Hartes Luder Mix)
- 2019 – Leben. Liebe. Leidenschaft (Nur der MSV)
- 2019 – Ich reiss ´ne Palme aus (Mallorca Cowboys present JAY' HO)
- 2020 – Engel
- 2020 – Durchzechte Nächte
- 2021 – Das Trinkerlied